# Арбија (Италија)
Арбија (итал. Arbia) је насеље у Италији у округу Сијена, региону Тоскана.
Према процени из 2011. у насељу је живело 1582 становника. Насеље се налази на надморској висини од 187 м.